# Ján Šmok
Ján Šmok (30. prosince 1921 Lučenec – 10. prosince 1997 Praha) byl československý teoretik obecné komunikace, specializovaný teoretik filmového a televizního obrazu i fotografie a vysokoškolský pedagog pracující s vlastními, velmi promyšlenými výukovými metodami. Zpočátku byl také kameramanem, později vytvářel fotografie pro pedagogické účely.
Působil na pražské FAMU. V řadě rovin přispěl k etablování fotografie jako uměleckého směru v Československu. Zasazoval se také o vzdělávání neprofesionálních fotografů a rozvoj výuky fotografie v základním uměleckém školství. S tím souviselo také jeho předsednictví Svazu českých fotografů v 80. a 90. létech 20. století, kde založil galerii fotografie v pražské Kamzíkově ulici a podpořil kvalitní rozvoj sbírky fotografie, která byla později uložena v Národním archívu.
Jako pedagog byl autorem řady publikací a učebnic o komunikaci, filmu, televizi a fotografii. Byly přeloženy také do angličtiny a francouzštiny a sloužily k výuce i na zahraničních školách (např. v Chicagu, USA, aj.).

## Osobní a profesní život
Do roku žil 1939 s českými rodiči na Slovensku, vychodil obecnou školu v Levoči, gymnázium v Kežmarku a v Bratislavě. Na začátku druhé světové války přesídlil do Prahy, kde studoval obor knižní vazba na Státní grafické škole. Na konci války byl zaměstnancem společnosti PragFilm.
Jeho bratrem byl choreograf Pavel Šmok. Druhé manželství uzavřel s fotografkou Věrou Váchovou (zemř. 2006), s níž měl dva syny. Třetí, bezdětné manželství uzavřel s Vlastou Křečkovou.

Mezi lety 1946–1951 studoval na filmové a televizní fakultě Akademie múzických umění v Praze. V roce 1951 se stal jejím kmenovým zaměstnancem, tajemníkem katedry filmové fotografie a techniky, později byl jmenován proděkanem (1957). V roce 1958 se habilitoval jako docent v oboru kamera, roku 1975 byl jmenován profesorem. Mezi roky 1973–1976 byl prorektorem AMU. Šmokova habilitace a profesura byly odrazem progresívního vztahu FAMU k integraci technických věd do vzdělávacího systému, kde netvořily, jak je to běžné na konzervativních uměleckých školách, jen pomocné disciplíny, ale byly plnohodnotnou součástí komplexní teorie umění. Šmokovou zásluhou bylo v této souvislosti také prosazení moderní teorie komunikace do výuky všech oborů školy (byť jen dočasné). Na většině tradičních uměleckých škol se totiž i počátkem 21. století vyučuje jen teorie umění odvozená z estetiky, což charakteristicky uzavírá myšlení o umění do sebe sama.
Ján Šmok vytvořil svou aplikaci teorie informace na médium fotografie. To ovšem znamenalo odmítnout teorii odrazu, byť i nepřímo. V triádě vysílač - médium - přijímač se totiž skutečnost a tím i její odraz ocitají mimo hru. U média fotografie představovala tato teoretická operace nesnadný a v totalitě ideologicky nebezpečný úkol. Svou "angelmatiku" Šmok konstruoval postupně až do 80. let. Její všeobecně známý výsledek spočíval mj. v nahrazení polarity umělecké-neumělecké fotografie polaritou emotivní-informativní. (historik umění Antonín Dufek, Moravská galerie)

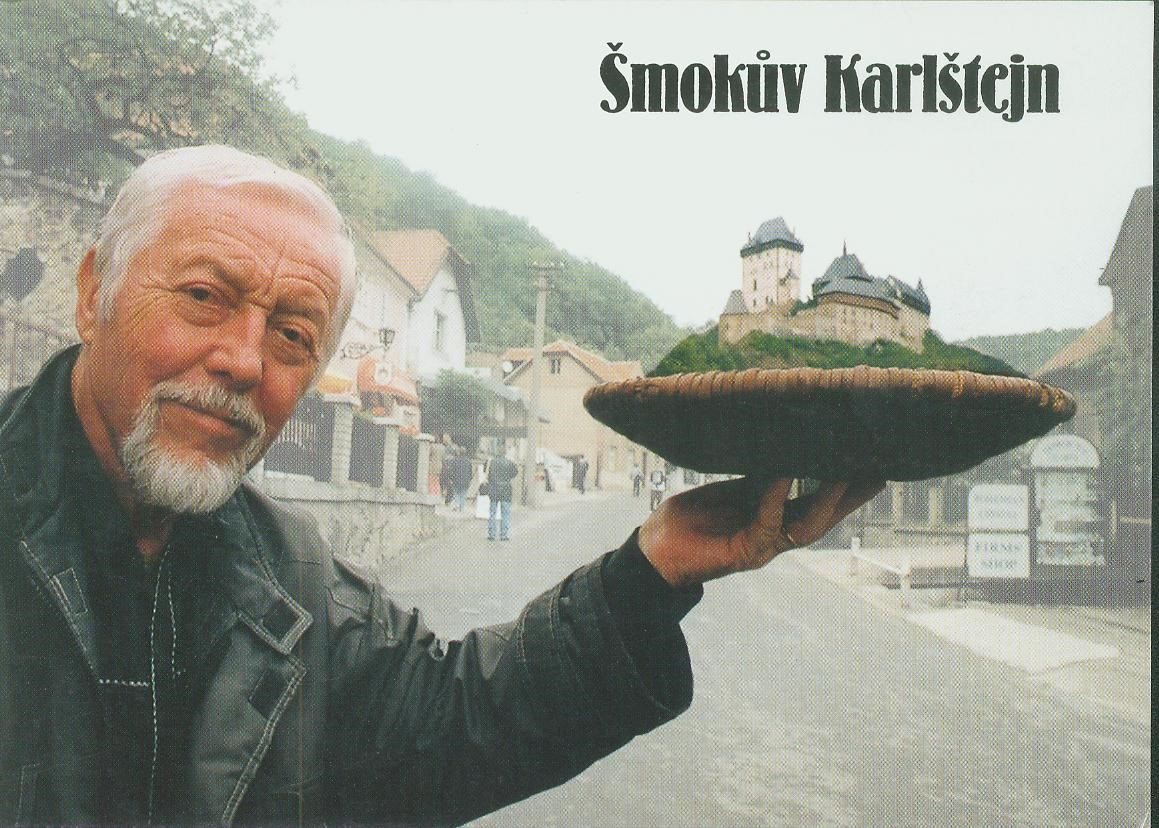
Pozvánka na každoroční happening

Šmokův přístup k uměleckému vzdělávání byl charakteristický nejen systematičností profesní přípravy a oborovou komplexností, ale i schopností legálně nabídnout studentům za totality zakázaná témata. V oblibě měl např. v 60. a 70. létech 20. století velmi aktuální umělecké happeningy. Ukázkovým příkladem je jeho i později reprízovaný "Šmokův Karlštejn", na kterém studentům s humorným kontextem demonstroval pro mnohé nikdy nedosažitelné hlubší roviny poznání, jejichž reprezentantem byl císař Karel IV. a hmotným dokladem jeho hradní kaple. V podobné rovině byly neseny i Šmokovy naučné exkurse za gotickou plastikou na slovenské Spiši, o jejichž duchovním obsahu samozřejmě nebylo možné za totality na vysoké škole otevřeně učit.
V roce 1960 vznikla z jeho iniciativy na katedře filmového a televizního obrazu FAMU fotografická specializace. Jde o první a na dlouhou dobu jediné místo, kde lze ve východní Evropě studovat fotografii jako umělecký obor na úrovni vysoké školy. V roce 1975 prosadil založení samostatné katedry fotografie na stejné škole, kterou vedl až do roku 1987. Od tohoto roku až do své smrti byl řadovým pedagogem FAMU, od roku 1991 vyučoval i na Institutu tvůrčí fotografie Slezské univerzity v Opavě.

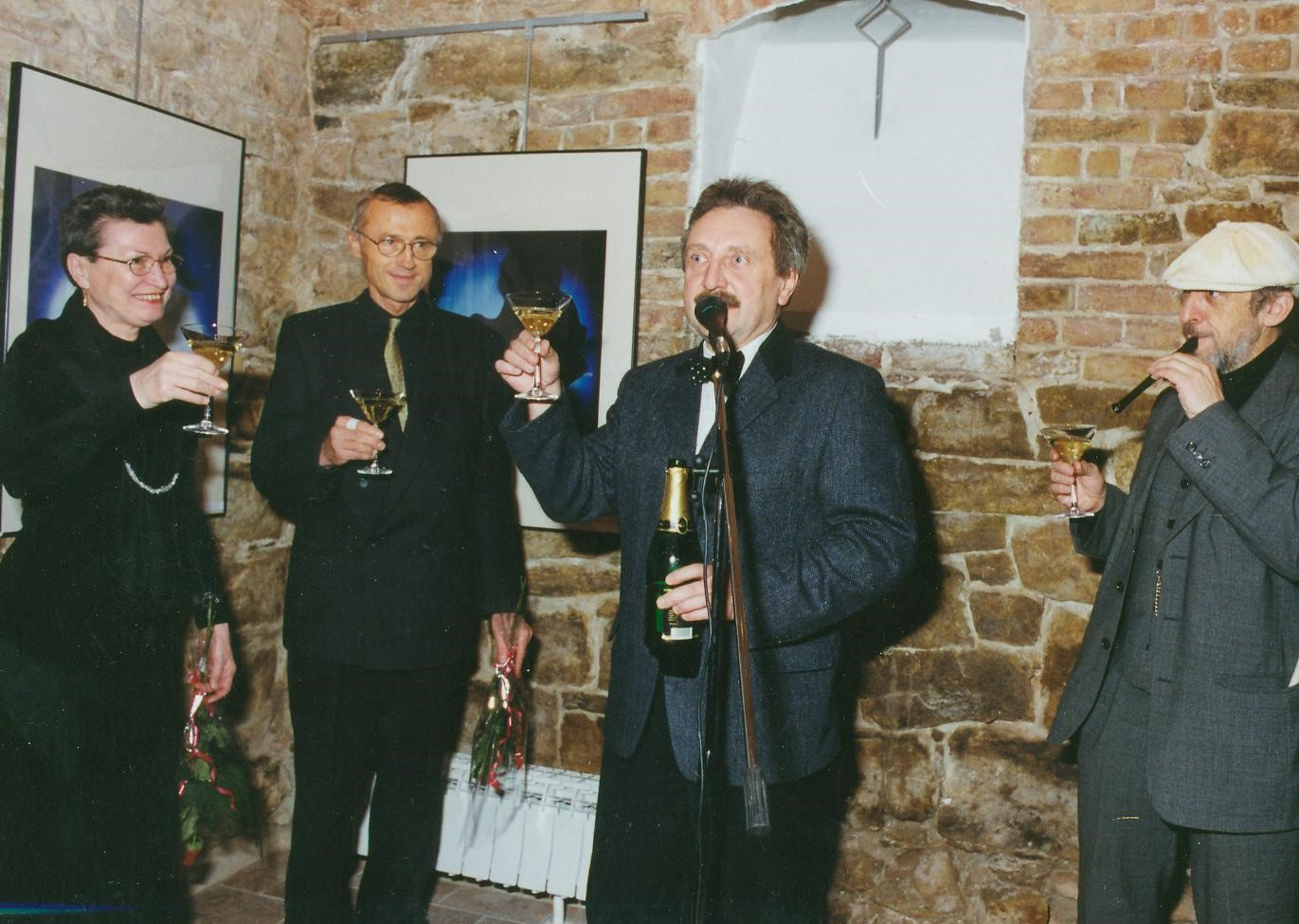
Ředitel jihlavské grafické školy otevírá společně s Vlastou Šmokovou a Šmokovým žákem Jiří Stivínem Galerii Jána Šmoka.

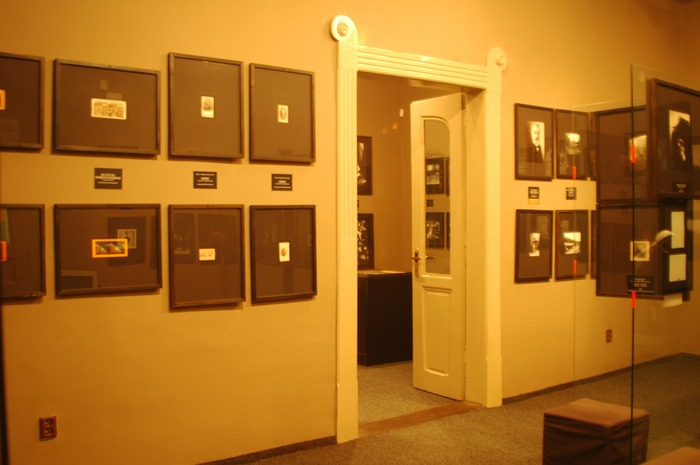
Stálá expozice historie fotografie v benešovském muzeu umění věnovaná Jánu Šmokovi.

Ján Šmok patřil k první generaci studentů FAMU (spolu např. s kameramanem Iljou Bojanovským nebo dokumentaristou Ludvíkem Baranem), kteří se návazně stali pedagogy. Zakladatelskou generaci pedagogů FAMU tvořili filmař a fotograf prof. Karel Plicka, znalec filmové technologie prof. Jaroslav Bouček nebo filmový kritik prof. Antonín Martin Brousil. Na Jána Šmoka v teoretické práci navázali někteří jeho žáci, mj. Robert Buchar (pedagog film. školy Chicagu), Miroslav Vojtěchovský (pozdější prorektor AMU a VŠ pedagog ve Washingtonu), Vladimír Birgus (pozdější pedagog FAMU a dlouholetý vedoucí Institutu tvůrčí fotografie Slezské univerzity v Opavě), Tomáš Fassati zakladatel Muzea umění Benešov a pedagog UMPRUM) nebo Stanislav Boloňský (pedagog SPŠG Praha). Šmokovy výukové metody byly uplatněny také na Pražské fotografické škole, ostravské konzervatoři (Bořek Sousedík) a na Střední umělecké škole v Jihlavě. Zásluhou Jána Šmoka nebyl na FAMU při výuce fotografie do konce 20. století uplatňován pro profesní výuku již překonaný ateliérový systém a studenti během pěti let navštěvovali specializované přednášky s cvičeními celé řady různě zaměřených osobností fotografie.

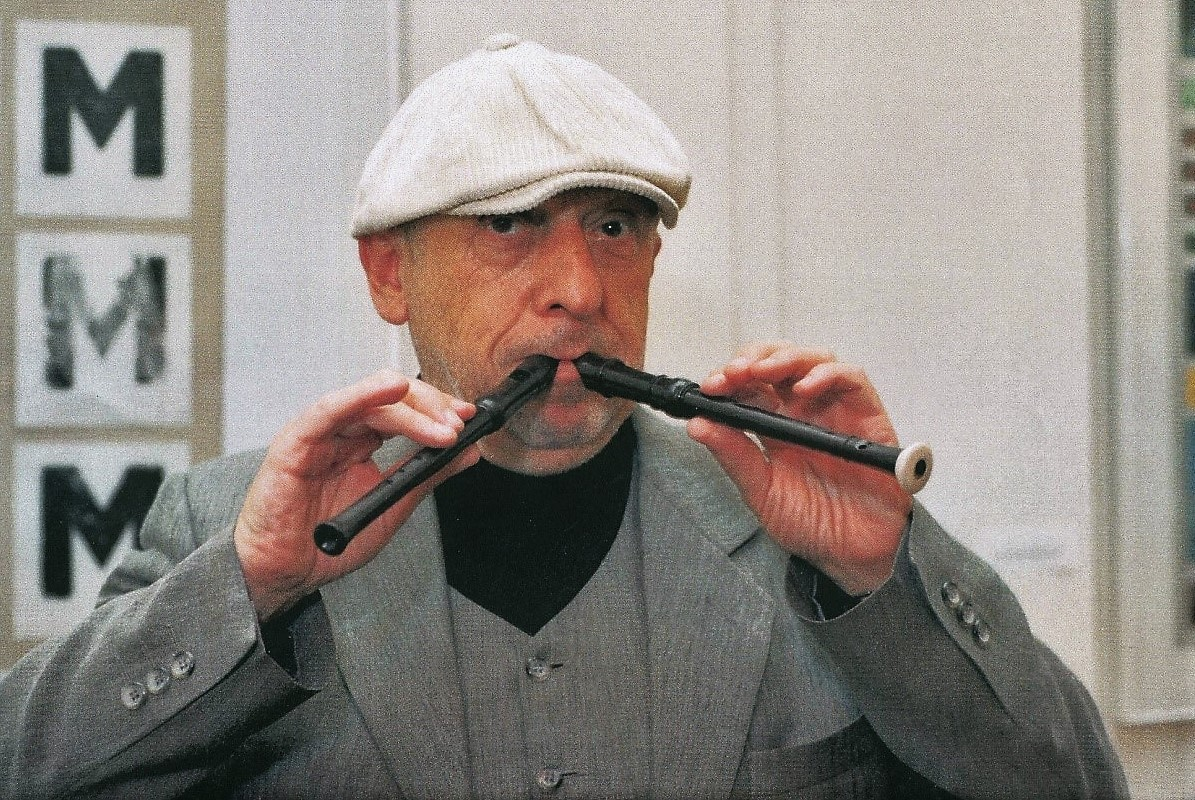
Jiří Stivín, žák Jána Šmoka, hraje na muzejní noci v Benešově, věnované vzpomínce na pana profesora.

Ján Šmok si byl vědomý rizik, která pro nekonvenční umělce a instituce představoval totalitní režim. Proto když podněcoval studenty k jeho oblíbeným happeningům, vždy jim doporučil postup chránící před policejním postihem. Ve svých naučných exkursích za gotickými madonami na Spiš se tématu duchovnosti jen náznakem dotýkal. Dokázal dokonce zařadit do oficiálních učebnic kritiku Leninovy teorie odrazu takovým způsobem, že si straničtí ideologové netroufli oponovat. Považoval také za svou povinnost bránit bývalé studenty FAMU postižené komunistickými orgány, účastnil se např. obhajoby Galérie F vedené Tomášem Fassatim.
Až nyní si mnozí uvědomují, že ten osamělý ostrůvek svobody v čase nesvobody, který pan profesor na katedře fotografie tak umně vytvořil a mnohdy i odvážně hájil a který se snažil rozšiřovat do jiných míst, kde působil, byl darem k nezaplacení. Díky, pane profesore! (Vladimír Birgus, 2000)
Vědecký přínos Jána Šmoka spočíval zpočátku (50. - 60. léta 20. století) zejména ve výzkumu v oboru senzitometrie. K tomuto tématu publikoval řadu článků i učebnic a využil jej jako součást svých publikací o fotografii. Následně se začal zabývat speciální teorií fotografie postavenou na principu komunikace (teorie sdělování), kterou rozšířil na obecnou teorii komunikace. Ta se stala ve spektru zkoumání důležitým doplňkem, který umožnil vnímat umění neuzavřené samo do sebe, tedy v širším kontextu. Počátkem 90. let 20. století byl jeho diskurs oceněn např. při přednáškách v Akademii věd, Ústavu umělecké komunikace nitranské univerzity nebo vědecké sekce Evropského kulturního klubu. Překlad jeho textů byl vydán u příležitosti mezinárodního sympozia teoretiků a estetiků umění v Praze. Jako teoretik se Ján Šmok také podílel odborném rozvoji Institutu informačního designu.
Šmokovy teorie sdělování si cení především ti, kteří chápou nezbytnost různých úhlů pohledu na dané téma. Jeho pohled na umění z úhlu komunikačního procesu optimálně akceptujícího nové technologie je nesmírně užitečným vyvážením úhlů pohledu klasické historie umění a estetiky.
Šmokovo nekonvenční myšlení je inspirativní v mnoha oborech, kterými se zabýval (senzitometrie, teorie komunikace, teorie fotografie). Pro mnohé možná překvapivě i ve feminismu. Šmok byl mezi svými studenty známý svou adorací ženského těla, což si přízemní posluchači dávali do souvislosti jen s fotografií aktu, ale ostatní dobře vycítili komplexnost nepřímo vysloveného.

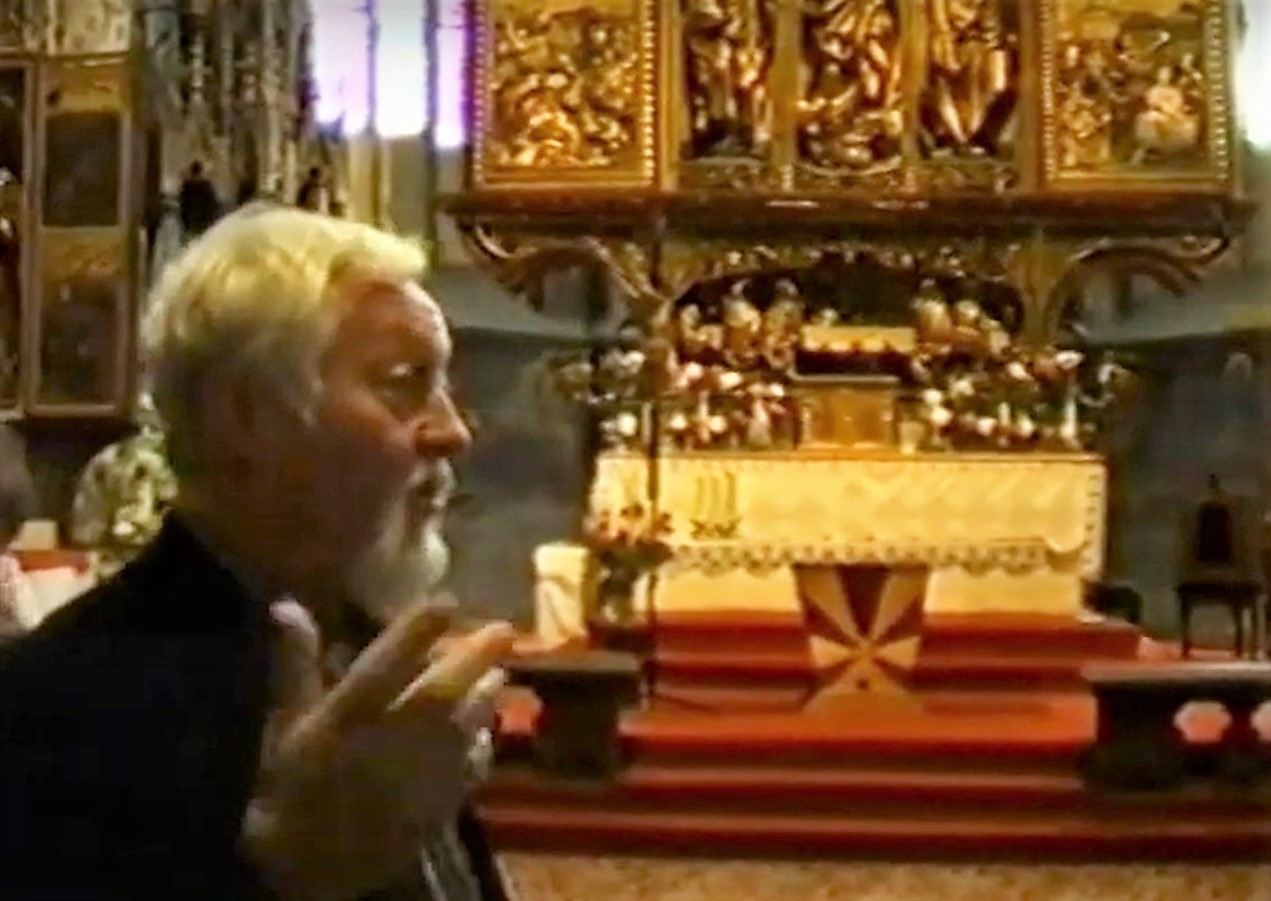
Z exkurze se studenty za špišskou gotikou

Po smrti Jána Šmoka vydala roku 2000 Katedra fotografie FAMU v pražském nakladatelství Kant monografii věnovanou jeho životu a dílu. Jeho teoretické práce následně zredigoval a postaral se o souborné vydání jeho nosných textů teoretik vizuální komunikace Tomáš Fassati. Shromáždil také fotografickou a filmovou dokumentaci vztahující se k jeho životu na DVD určeném pro odborné knihovny a archívy. V krajském městě Jihlava byla roku 2002 vytvořena Galerie Jána Šmoka a Muzeum umění a designu Benešov mu v roce 1999 věnovalo první tuzemskou stálou expozici historie české a slovenské fotografické tvorby (2017 zlikvidována politiky koalice ČSSD, KSČM a ANO). Ke stému výročí narození Jána Šmoka připravil Svaz českých fotografů putovní výstavu s názvem Pocta osobnosti Jána Šmoka (kurátorka Věra Matějů), která obsahovala dokumenty zachycující pana profesora i ukázky z jeho vlastní tvorby. Byla instalována jak v Praze (ambit františkánského kláštera, v jehož areálu fungovala fotografická galerie FOMA, kde Šmok často zahajoval výstavy), tak v jeho rodném slovenském Lučenci i na dalších místech. Vzpomínkové akce proběhly jak v mnoha českých institucích, tak na Slovensku (Galéria umelcov Spiša, Spišské múzeum Levoča aj.).
Nezapomenutelný pedagog, zakladatel katedry fotografie FAMU a dlouholetý vedoucí katedry kamery na stejné škole, pedagog Institutu tvůrčí fotografie Slezské univerzity i několika dalších škol, předseda Svazu českých fotografů, originální teoretik fotografie a sdělování, skvělý řečník a diskutér, podávající i ty nejméně záživné teorie přitažlivě a s humorem, fotograf, kameraman, režisér, publicista, neúnavný organizátor, filozof života s mimořádnými znalostmi a rozhledem, antidogmatik, vtipný společník, který oslňoval svými pečlivě vypointovanými historkami a schopnostmi okamžitě reagovat na jakoukoliv situaci, vážený muž, který nezkazil žádnou legraci a neztrácel důstojnost ani v karnevalových převlecích za indiána, tahitského tanečníka nebo spartakiádního cvičence, systematik, vynálezce, jogín, malíř, zasvěcený průvodce po kraji kolem Levoče a Hluboké a především výborný člověk Ján Šmok.

## Spisy (výběr)
Podle zdroje:
- Úvod do teorie fotografie, Praha, 1963
- Skladba kinematografického obrazu, Praha, 1964
- Obecné základy teorie televize, Praha, 1969
- Akt ve fotografii, Martin, 1969
- Barevný proces, Praha, 1972
- Umělé světlo ve fotografii, Praha, 1972
- Praktická fotografie, oborová encyklopedie, SNTL, Praha, 1973, 382 s. (Tausk, Petr; Šmok, Ján a kolektiv)
- Barevná fotografie, Praha, 1975
- Skladba fotografického obrazu, Praha : Státní pedagogické nakladatelství, 1983, 2. vydání, 157 stran.
- Úvod do teorie sdělování, Praha : Státní pedagogické nakladatelství, 1983, 3. vydání, 157 stran.
- Composition d´image cinematographique, Praha, 1984
- Consciousness and content behavior, University of Maine, 1989
- Teorie a skladba: skripta pro 1. a 2. ročník Pražské fotografické školy, Praha, 1992, 91 stran.
- Design of the cinematographic image, Chicago, 1993
- Teorie umění a obsahové jednání člověka, Benešov, 1994
- An introduction into the theory of photographic image, Praha, 1996

## Publikace reflektující teorii sdělování Jána Šmoka
Nejvíce textů souvisejících s tématem teorie sdělování Jána Šmoka publikoval Prof. Miroslav Vojtěchovský pedagogicky působící na třech českých a jedné americké univerzitě (Zde jsou uvedeny pouze tři.). Nejčastěji ve svých pracích na texty Jána Šmoka odkazoval Tomáš Fassati.
- BUCHAR, Robert: Design of the photographic and the cinematographic image, AMU, Praha, 2001
- FASSATI, Tomáš: Výuka teorie – problém?, In: Listy o fotografii, č. 2/1998, Slezská univerzita, Opava, 1998, s. 16-24
- FASSATI, Tomáš: Manuál pro počítačovou dokumentaci sbírek. Asociace muzeí a galerií, Praha, 1997
- FASSATI, Tomáš: Co není fotografie a co není digitální fotografie, In: Atelier 6/2006, s. 2, Praha, 2006
- PLESNÍK, Lubomír: Doslov, In: ŠMOK, Ján: Teorie umění a obsahové jednání člověka, Muzeum umění, Benešov, 1994, s. 69-79
- POSPĚCH, Tomáš: Šmokovy teoretické názory v kontextu české teorie fotografie 50. let, In: BIRGUS, Vladimír: Ján Šmok. 1. vyd. Praha: Kant, 2000, s. 27-30
- POSPĚCH, Tomáš: České teoretické práce o fotografii 1948-57, Dipl. práce, Slezská univerzita, Opava, 1995
- STECKER, Martin: Dva směry současné československé teorie fotografie, Diplom. práce FAMU, Praha, 1981
- VOJTĚCHOVSKÝ, Miroslav: Teorie sdělování – angelmatika v procesu reflexe a výuky fotografické tvorby, In: BIRGUS, Vladimír: Ján Šmok. 1. vyd. Praha: Kant, 2000, s. 49-55
- VOJTĚCHOVSKÝ, Miroslav: K problematice kategorizace a hodnocení uměleckého díla, In:  VOJTĚCHOVSKÝ A KOL., Miroslav: Kritika krásy. 1. vyd. Ústí nad Labem: Fakulta umění a designu UJEP, 2010
- VOJTĚCHOVSKÝ, Miroslav: Vývoj československé teorie fotografie 20. století, SPN, Praha, 1985
- BUCHAR, Robert: Design of the photographic and the cinematographic image, AMU, Praha, 2001
- FASSATI, Tomáš: Výuka teorie – problém?, In: Listy o fotografii, č. 2/1998, Slezská univerzita, Opava, 1998, s. 16-24
- FASSATI, Tomáš: Manuál pro počítačovou dokumentaci sbírek. Asociace muzeí a galerií, Praha, 1997
- FASSATI, Tomáš: Co není fotografie a co není digitální fotografie, In: Atelier 6/2006, s. 2, Praha, 2006
- PLESNÍK, Lubomír: Doslov, In: ŠMOK, Ján: Teorie umění a obsahové jednání člověka, Muzeum umění, Benešov, 1994, s. 69-79
- POSPĚCH, Tomáš: Šmokovy teoretické názory v kontextu české teorie fotografie 50. let, In: BIRGUS, Vladimír: Ján Šmok. 1. vyd. Praha: Kant, 2000, s. 27-30
- POSPĚCH, Tomáš: České teoretické práce o fotografii 1948-57, Dipl. práce, Slezská univerzita, Opava, 1995
- STECKER, Martin: Dva směry současné československé teorie fotografie, Diplom. práce FAMU, Praha, 1981
- VOJTĚCHOVSKÝ, Miroslav: Teorie sdělování – angelmatika v procesu reflexe a výuky fotografické tvorby, In: BIRGUS, Vladimír: Ján Šmok. 1. vyd. Praha: Kant, 2000, s. 49-55
- VOJTĚCHOVSKÝ, Miroslav: K problematice kategorizace a hodnocení uměleckého díla, In:  VOJTĚCHOVSKÝ A KOL., Miroslav: Kritika krásy. 1. vyd. Ústí nad Labem: Fakulta umění a designu UJEP, 2010
- VOJTĚCHOVSKÝ, Miroslav: Vývoj československé teorie fotografie 20. století, SPN, Praha, 1985

## Zastoupení ve sbírkách fotografie
- Uměleckoprůmyslové museum v Praze
- Muzeum umění a designu Benešov
- Svaz českých fotografů

### Videodokumenty
U příležitosti první posmrtné výstavy fotografií Jána Šmoka byla vydána monografie vztahující se k jeho životu a práci, stejně jako dvojalbum DVD obsahující videodokumenty, Sešity historie FAMU, soubor vybraných teoretických spisů Jána Šmoka a další dokumenty. Videodokumenty jsou na pokračování po částech přístupny na YouTube:
- Profesor Šmok a pražští Slováci (studenti fotografie FAMU Prekop, Stano, Stanko, Župník ad.), Výlet na Spiš (tradiční výlet se studenty za spišskou gotikou do kraje dětství Jána Šmoka)
- Výlet na Spiš – pokračování
- Šmokův Karlštejn, přednáška (tradiční happening pro studenty)
- Šmokův Karlštejn, přednáška – pokračování
- Přednáška profesora Šmoka na ITF Slezské univerzity (o teorii fotografie) – dokončení
- Videodokument z vernisáže výstavy ke stému výročí narození Jána Šmoka v jeho rodném Lučenci